# Bradinopyga geminata
Bradinopyga geminata е вид водно конче от семейство Libellulidae. Видът не е застрашен от изчезване.

## Разпространение
Разпространен е в Индия (Андхра Прадеш, Бихар, Делхи, Западна Бенгалия, Карнатака, Керала, Мадхя Прадеш, Махаращра, Ориса, Раджастан, Тамил Наду, Трипура, Утар Прадеш, Утаракханд, Харяна и Чхатисгарх), Тайланд и Шри Ланка.